# Вармяни
Вармяни (пол. Warmiany, нім. Schönwalde) — село в Польщі, у гміні Біштинек Бартошицького повіту Вармінсько-Мазурського воєводства.
Населення — 50 осіб (2011).
У 1975-1998 роках село належало до Ольштинського воєводства.

## Демографія
Демографічна структура станом на 31 березня 2011 року:
|          | Загалом | Допрацездатний вік | Працездатний вік | Постпрацездатний вік |
| -------- | ------- | ------------------ | ---------------- | -------------------- |
| Чоловіки | 31      | 1                  | 28               | 2                    |
| Жінки    | 19      | 4                  | 11               | 4                    |
| Разом    | 50      | 5                  | 39               | 6                    |